# Textura (geologie)
Textura, též stavba horniny, je vlastnost hornin, která charakterizuje prostorové uspořádání částic nerostů v hornině. Textura vypovídá mnohé o vzniku horniny. 

## Typy textur

### Celistvá (kompaktní)
Nerosty nemají mezi sebou dutinky.

### Pórovitá (vezikulární)
Nerosty mají mezi sebou dutinky. Obvyklá je pórovitá textura u některých vyvřelých hornin. Ty vznikají při uvolňování různých plynů při snižujícím se tlaku.

### Mandlovcová
Nerosty mají mezi sebou dutinky vyplněné zcela nebo zčásti druhotnými nerosty.

### Všesměrná (masívní)
Nerostné součásti jsou uspořádány nahodile ve všech směrech, nejsou orientovány v jakémkoli směru. Součásti také nejsou uspořádány do různě tvarovaných útvarů, působí nahodile. Vlastnosti hornin se všesměrnou texturou jsou obvykle ve všech směrech stejné.

### Kulovitá
Nerostné součásti jsou uspořádány v kulovitých útvarech.

### Paralelní
Nerostné součásti jsou uspořádány rovnoběžně vedle sebe. U některých hornin je skryta, takže ji lze odhalit až pod mikroskopem.